# Dusona tenuis
Dusona tenuis là một loài tò vò trong họ Ichneumonidae.